# Genoveva (Berg)
Genoveva is een opera in vier akten geschreven door Natanael Berg. Het zou Bergs laatste voltooide opera blijven. De Zweedse componist voltooide van de beoogde opvolger Tre konungar slechts de eerste akte. De belangstelling voor Bergs muziek was tanende en hij zag geen mogelijkheid meer een dergelijk groot werk te kunnen laten uitvoeren.
Genoveva is gebaseerd op de tragedie uit 1843 geschreven door Friedrich Hebbel over het leven van Genoveva van Brabant. Robert Schumann was Berg een eeuw eerder voorgegaan, maar (ook) diens versie kreeg nauwelijks aandacht en uitvoeringen.
De opera van Berg kreeg haar première op 25 oktober 1947 met in de hoofdrollen Lilly Furlin (Genoveva), Gösta Björling, Erik Sundqvist, Hugo Hasslo. Herbert Sandberg dirigeerde in het Operagebouw te Stockholm. 